# شارنی وینسن
شارنی وینسن (انگلیسی: Sharni Vinson؛ زادهٔ ۲۲ ژوئیهٔ ۱۹۸۳) بازیگر، هنرمند رقص، خواننده و مانکن اهل استرالیا است. وی از سال ۲۰۰۱ میلادی تاکنون مشغول فعالیت بوده‌است.
از فیلم‌ها یا برنامه‌های تلویزیونی که وی در آن نقش داشته‌است، می‌توان به خانه و دوری، تو بعدی هستی، پاتریک و شمشیر اژدها اشاره کرد.